# Комбуржуазія

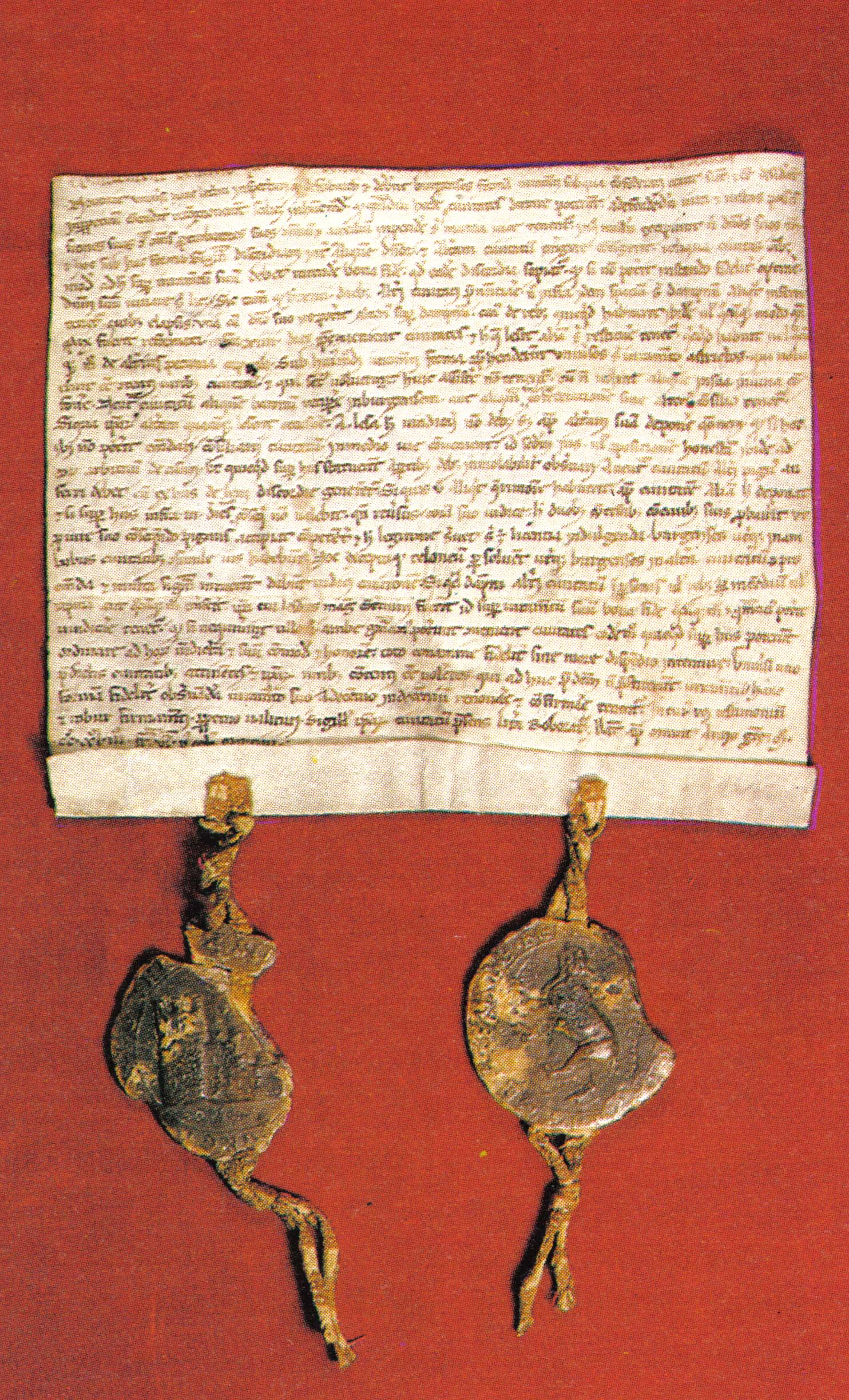
Договір про комбуржуазію 1243 року між містами Берн і Фрібур.

У середньовіччі комбуржуазі́я (фр. combourgeoisie, нім. Burgrecht — «міське право») — це тимчасовий або безстроковий договір, за яким місто поширювало своє міське право на іншу географічну одиницю — на навколишні села, або на інше місто чи монастир.
Присяга громадянства, якою скріплювали комбуржуазію, надавала цій угоді особливої ваги порівняно з іншими союзами. Її учасники отримували, часто обмежені, громадянські привілеї — військовий і судовий захист, а також доступ до ринку. Місто чи громада, зі свого боку, здобували додатковий вплив за межами своєї території та кращий захист своїх ринків. Розподіл обов'язків і прав у таких договорах відображав баланс сил між сторонами.

## Історія та етимологія
Поняття комбуржуазії (слово походить від лат. comburgensis) вперше з'являється близько 1000 року для позначення римського цивільного права, а свого сучасного значення набуває у XIII столітті на території сучасної Швейцарії. Перший відомий випадок уживання терміна conburgensis датується 1330 роком. Якщо договір стосувався території, що не є містом або сеньйорією, також використовувався термін нім. Landrecht — «земельне право».

## Юридична форма
Будучи укладеним у вигляді пергаменту з печатками та підписами сторін, договір про комбуржуазію зазвичай чітко визначав межі угоди, а також застереження, зокрема щодо договорів чи союзів, укладених однією зі сторін раніше, які мають перевагу над новим договором. Ці застереження стосувалися передусім зобов'язань щодо надання взаємної військової допомоги у наступальних та/або оборонних діях. Хоча більшість таких договорів укладалися без обмеження строку, деякі мали визначену тривалість (10 чи 15 років із можливістю поновлення) або діяли до смерті одного з підписантів.
Технічно договори про комбуржуазію зазвичай слугували передумовою приєднання (добровільного чи примусового) меншого утворення до більшого. Таким чином, після укладення таких договорів окремі території поступово включалися до Швейцарської конфедерації — як нові кантони у випадку з Фрібуром, Золотурном чи Шаффгаузеном, або як асоційовані члени у випадку з Білем, Женевою, Верхнім Вале чи Граубюнденом. Наприклад, з містом Санкт-Галлен спершу було укладено угоду про комбуржуазію, потім воно стало асоційованим членом, а зрештою було прийняте як новий кантон 13 червня 1454 року.

## Швейцарські комбуржуазії

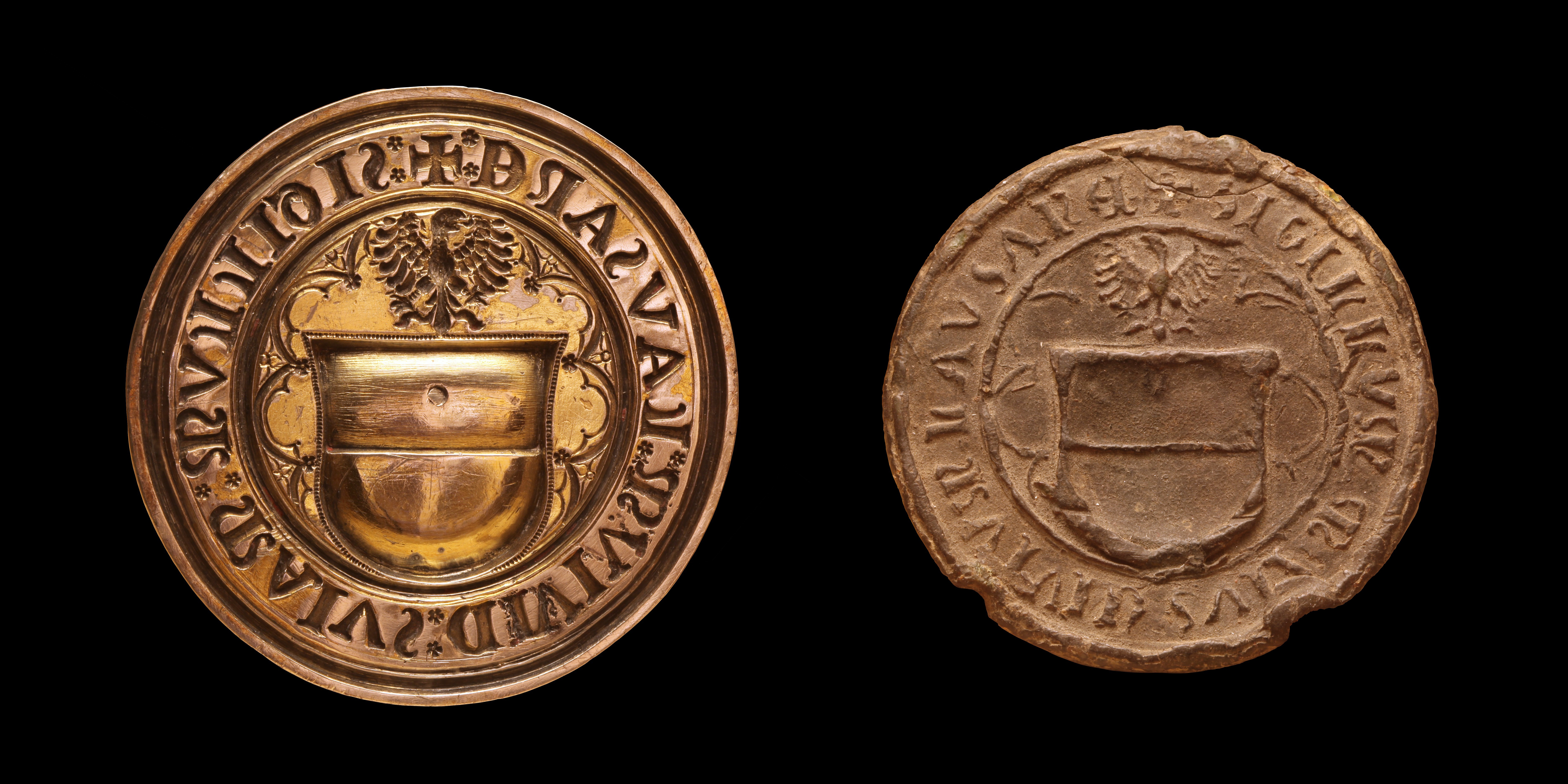
Печатка договору про комбуржуазію, підписаного між Лозанною, Берном і Фрібуром 7 грудня 1525 року.

На початку XIV століття перші кантони Центральної Швейцарії використовували комбуржуазію, щоб посилити свій вплив на сусідні території — або надаючи їм майже рівноправний статус, як у випадку Урзерену з кантоном Урі чи Арта з кантоном Швіц, або повністю підпорядковуючи їх собі, як це було у випадку Швіцу з Аппенцеллем у 1403 році та Айнзідельном у 1414 році, або Урі й Обвальдену з Левентіною у 1403 році.
Від початку XV століття комбуржуазія широко застосовується містами Швейцарського плато: так, Базель надав свою комбуржуазію пріорату Мутьє-Гранваль уже в 1406 році, а Золотурн зробив те саме з Ле-Ландероном у 1449 році.
Однак найбільш активно цей інструмент використовувало місто Берн, яке запропонувало укласти договори про комбуржуазію Білю (1344), Золотурну (1345), Ергюелю (1352), Валанжену та Грюєру (1401), Фрібуру (1403) та, зрештою, Невшателю (1406). Раніше місто Берн вже укладало такі договори з громадами Гаслі та Заанен, з єпископствами Сьйона, Базеля й Лозанни, а також із містами Муртен, Аванш і Паєрн. Нарешті, 17 червня 1466 року міста Берн і Золотурн запропонували місту Мюлуз, яке перебувало під загрозою габсбурзьких зазіхань, договір про комбуржуазію, доповнений військовим союзом. Цю мережу союзів, центром якої був Берн, історики назвали «Бургундською конфедерацією».
23 травня 1477 року міста Цюрих, Берн, Люцерн, Фрібур і Золотурн підписали договір про «вічну комбуржуазію» у формі наступального й оборонного союзу з метою започаткувати обговорення в межах Конфедерації восьми кантонів щодо заміни численних попередніх договорів на єдиний загальний союз. Цей союз, що став причиною серйозної кризи в Конфедерації, було розпущено тагзатцунгом 1481 року шляхом укладання Штанської угоди.
Після підписання 1525 року договору про комбуржуазію між Лозанною, Берном і Фрібуром, 8 лютого 1526 року настала черга Женеви укласти аналогічний договір з двома швейцарськими містами під впливом женевської політичної партії, що виступала за зближення Женеви зі Швейцарською конфедерацією, аби уникнути загрози вторгнення з боку герцога Карла III Савойського. Цей договір було поновлено з Берном 7 серпня 1536 року, а згодом у 1584 році; у другому випадку місто Цюрих замінило Фрібур, який, залишаючись вірним католицизму, відмовився поновлювати договір із «протестантським Римом».
У межах Швейцарської конфедерації надзвичайно щільна мережа договорів про комбуржуазію була однією з причин кількох збройних конфліктів, таких як Бургдорфська війна 1382 року, битва під Земпахом 1386 року та Стара цюрихська війна 1440 року. Після цих подій комбуржуазії поступово зникли упродовж XVI століття, хоча нові «християнські комбуржуазії» ще укладалися в 1527—1531 роках між містами Південної Німеччини та Північної Швейцарії з метою захисту нової протестантської Реформації.